# Abysmal
Abysmal är det sjunde studioalbumet av det amerikanska death metal-bandet The Black Dahlia Murder, utgivet 2015 av skivbolaget Metal Blade Records.

## Låtlista
1. "Receipt" – 4:02
2. "Vlad, Son of the Dragon" – 2:56
3. "Abysmal" – 3:41
4. "Re-Faced" – 3:50
5. "Threat Level No. 3" – 3:46
6. "The Fog" – 3:50
7. "Stygiophobic" – 3:14
8. "Asylum" – 3:38
9. "The Advent" – 3:41
10. "That Cannot Die Which Eternally Is Dead" – 4:29

- Text: Trevor Strnad
- Musik: The Black Dahlia Murder

## Medverkande
Musiker (The Black Dahlia Murder-medlemmar)
- Trevor Strnad – sång, sångtexter
- Ryan Knight – gitarr
- Brian Eschbach – gitarr
- Max Lavelle – basgitarr
- Alan Cassidy – trummor

Bidragande musiker
- Mitch McGugan – violin
- Rachel Dawson – cello
- Rhianon Lock – cello
- Bertie Anderson – sång (spår 2)

Produktion
- Mark Lewis – producent, ljudtekniker, ljudmix, mastering
- Brian Slagel – producent
- Ryan "Bart" Williams – ljudtekniker
- John Douglass – ljudtekniker
- Steve Hilson – omslagsdesign
- Daemorph (Andrey "Drew" Tkalenko) – omslagskonst